# 古賀春江
古賀春江（1895年6月18日—1933年9月10日）是日本洋畫家。出生於福岡縣久留米市。主要作品『海』『素朴な月夜』『窓外の化粧』『深海の情景』等。

## 外部連結
- https://bijutsutecho.com/artists/142 （页面存档备份，存于） - 美術手帖（日语：美術手帖） （日語）
- . kotobank （日语）.